# ويكيبيديا السندية

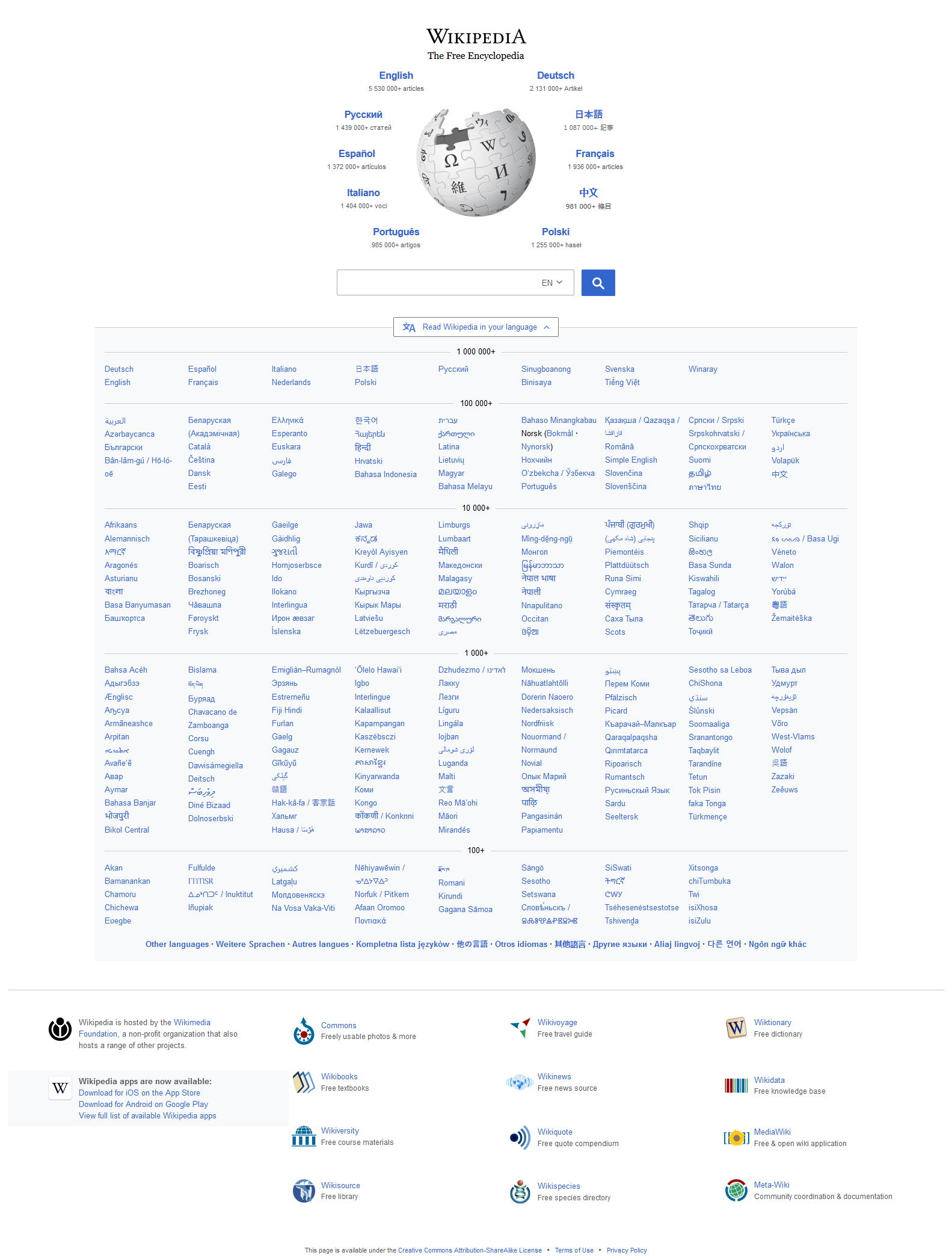
صورة من البوابة الرئيسية لويكبيديا تظهر الإصدارات اللغوية المختلفة مرتبة حسب عدد المقالات.

ويكيبيديا السندية (السندية:سنڌي وڪيپيڊيا) هي إصدار باللغة السندية لموسوعة ويكيبيديا ضمن مشروع ويكيميديا، ذات نظام كتابة أبجدية عربية ورمز كودها الويكيبيدي معرَّف ب(sd)

## أرقام وإحصاءات
إلى حدود إحصاءات 29 من نونبر 2015، تحتوي ويكيبيديا السندية على 4,449 مقالة، و47,919 تعديل و 5,235 مستخدم مسجل بينهم 37 مستخدما نشيطا، وإداريان، وتحتل المرتبة 9 في العمق ورفع حوالي 43 ملفا.
| عدد المستخدمين المسجلين | عدد المستخدمين النشيطين | عدد المقالات | صفحات المحتوى | عدد التعديلات | عدد الملفات المرفوعة | عدد الإداريين |
| ----------------------- | ----------------------- | ------------ | ------------- | ------------- | -------------------- | ------------- |
| 19٬951                  | 50                      | 18٬948       | 65٬937        | 310٬322       | 157                  | 4             |

## اللغة السندية
اللغة السندية (سنڌي ٻولي، सिन्धी) لغة منطقة السند، باكستان. يتحدث بها حوالي 41 مليون باكستاني، و 12 مليون هندي؛ تعتبر ثالث أكبر لغة محكية في باكستان، ولغة رسمية بالسند. هي أيضا لغة رسمية بالهند. تصدر حكومة باكستان بطاقات تعريف وطنية لمواطنيها فقط باللغتين السندية والأردو. هي لغة هندية آرية، مع ذلك يظهر علامات تأثير درافيديان ثقيل فيها أيضا. يتركز أغلب متحديثها في باكستان في محافظة السند. ويوجد متحدثون آخرون في الهند بالإضافة إلى مجموعات سندية متفرّقة في كافة أنحاء العالم. اللغة السندية انتشرت حينما ترك السنديون الهندوس السند للهجرة إلى الأغلبية الهندوسية في الهند، أثناء استقلال باكستان في 1947. إنّ اللغة مكتوبة في مخطوطة دیوناگری من قبل هنودس السند؛ على أية حال، بتحوّل أكثر السنديين إلى الإسلام، عدّلت المخطوطة للعربية التي أنتجت بعد استقلال كلتا باكستان والهند من الحكم البريطاني، قدّمت حكومة الهند دیوناگری، بجانب المخطوطة العربية الرسمية لكتابة السندي.